# Josephine Forbes
 (février 2023).
Pour les articles homonymes, voir Forbes (homonymie).
Josephine Forbes (née le 20 août 1970) est une scientifique australienne spécialisée dans l'étude de la glycation et du diabète. Elle étudie le diabète depuis 1999 et a travaillé au Royal Children's Hospital, à l'Université de Melbourne et au Baker Heart and Diabetes Institute à Melbourne, en Australie. Depuis 2012, elle dirige l'équipe Glycation et diabète de Mater Research, un institut de recherche médicale de classe mondiale basé à South Brisbane et faisant partie du groupe Mater. Josephine est chef de programme pour le thème Biologie et soins des maladies chroniques de Mater, améliorant la compréhension de la base biologique d'un large éventail de maladies chroniques et développant des stratégies préventives et des traitements innovants pour améliorer les résultats pour les patients. Joséphine et son équipe se concentrent sur la façon dont la glycation avancée contribue à la pathogenèse du diabète et de ses complications telles que les maladies rénales.

## Biographie
Le professeur Forbes dirige actuellement une équipe de chercheurs postdoctoraux et supervise de nombreux étudiants, en plus d'être professeur de médecine à l'Université du Queensland et chercheur principal au Département de médecine de l'Université de Melbourne.

## Éducation
Forbes obtient son doctorat en néphrologie en 1999 de l'Université de Melbourne, pour des recherches menées au Royal Children's Hospital. Elle est actuellement chercheuse principale au NHMRC et obtenu des bourses de recherche du NHMRC d'Australie, de la Juvenile Diabetes Research Foundation (JDRF) et des National Institutes of Health (États-Unis).

## Récompenses
Forbes reçoit de nombreux prix en reconnaissance de ses recherches :
- 2008 : Prix Young Tall Poppy, Australia Institute of Policy and Science[3]
- 2010 : Prix du ministre de la Santé du Commonwealth pour l'excellence en santé et en recherche médicale[4]
- 2010: NHMRC Achievement Award pour le prix de développement de carrière le mieux classé[5]
- 2014 : Prix Women in Technology Life Science[6]

## Recherche
Les recherches de Forbes portent sur le processus de glycation avancée et sa contribution au diabète et à ses complications, en particulier les maladies rénales. Ses travaux récents incluent des recherches sur la façon dont la glycation avancée des aliments par des techniques de traitement et de stockage modernes peut contribuer à notre épidémie de diabète.
Ses recherches visent à trouver des médicaments qui réduisent l'accumulation de produits de glycation avancée, ce qui aura un impact sur l'incidence du diabète et des maladies rénales. Ses recherches visent également à fournir des informations aux autorités de réglementation alimentaire et aux prestataires de soins de santé sur la glycation avancée dans les aliments et les implications d'une ingestion excessive.
Jusqu'à présent, cette recherche a identifié une classe de médicaments qui semble être efficace pour le traitement des maladies rénales chez les diabétiques, et qui affecte également la façon dont notre corps traite le sucre. Dans le domaine de l'alimentation, elle a mené un essai clinique chez des personnes en surpoids examinant les effets des produits de glycation avancés dans les aliments sur leur gestion du sucre et leur fonction rénale. Son équipe fait également partie d'un vaste essai clinique sur la consommation de produits de glycation avancée par les mères et leurs bébés pour voir s'il existe une association avec cela et le développement du diabète de type 1 plus tard dans la vie.
Son travail à ce jour a donné lieu à plus de 100 publications avec plus de 4500 citations.